# سانتياغو لوبيز (لاعب كرة قدم مواليد 1997)
سانتياغو لوبيز (بالإسبانية: Santiago López)‏ هو لاعب كرة قدم أرجنتيني في مركز الوسط، ولد في 4 ديسمبر 1997 في الأرجنتين. لعب مع خيمناسيا إسغريما دي ميندوزا.

## وصلات خارجية
- سانتياغو لوبيز (لاعب كرة قدم مواليد 1997) على موقع قاعدة بيانات كرة القدم.إي يو (الإنجليزية)
- سانتياغو لوبيز (لاعب كرة قدم مواليد 1997) على موقع Soccerway.com (الإنجليزية)